# 韩大成 (朝鲜外交官)
韩大成（？—），朝鮮资深外交官。朝鲜常驻联合国代表。

## 经历
他曾担任朝鲜驻意大利，马耳他，希腊和西班牙大使。1992年，他在津巴布韦任职期间，因从事非法贩运犀牛角活动而被当局驱逐出境。
2017年，他被任命为驻瑞士大使，同时任常驻联合国日内瓦办事处代表。同年9月发表威胁美国的言论。